# Ollacheryphe aenea
Ollacheryphe aenea là một loài ruồi trong họ Tachinidae.